# دکوآ
دکوآ (به لاتین: Dekoa) یک منطقهٔ مسکونی در جمهوری آفریقای مرکزی است که در کمو واقع شده‌است.